# Szilajpásztorkodás

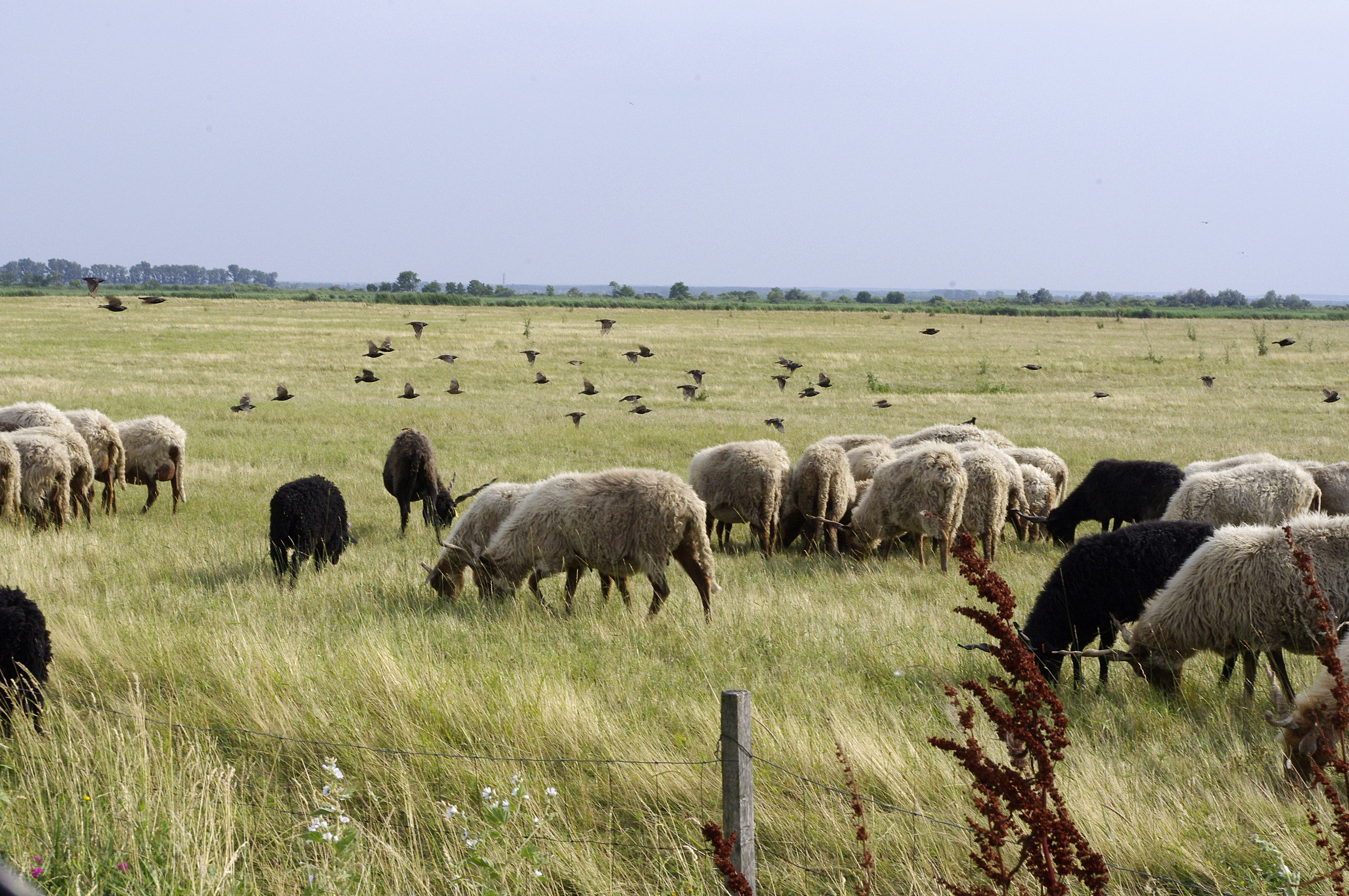
Legelésző rackanyáj

A szilajpásztorkodás – más néven külterjes állattenyésztés, extenzív állattenyésztés, rideg állattartás – hagyományos tenyésztési mód.
Az állatállomány télen-nyáron legelőkön tartózkodik, soha nem hajtják zárt területre. Ez a fajta pásztorkodás kevés munkabefektetéssel, de alacsony termelékenységgel is jár. Az állat legel, nem kell külön etetni, és a nagyobb mozgás miatt a húsa kötöttebb, zsírszegényebb, mint ha istállóban tartanák. A tartás költségei így kisebbek, bár az állatok súlygyarapodása is lassabb, mint az istállóban tartott állatoké.
Általában ősmagyar állatokkal szokták alkalmazni, mint például szürke magyar marha, racka juh, szalontai és bakonyi sertés stb.
Hazánkban legtöbbször nagy pusztákon fordul elő, mint például a Hortobágy, a Nagy- és a Kiskunság.
A szilaj pásztorkodásra szakosodott kevés pásztorember számára ez a módszer hosszú vagy szinte állandó elkülönülést jelenti a saját közösségétől. Elhagyott pusztákon, mocsarakon át vándorolnak a rájuk bízott állatokkal.
Az igazi rideg állattartás esetén a gulya vagy a nyáj télen-nyáron a legelőn van. Átmeneti tartási mód, amikor csak tavasztól őszig tartják az állatokat a legelőn, illetve amikor csak reggeltől estig.
Ellentéte az újabb tenyésztési mód: az istállózó állattartás.